# Hazewinkel (roeibaan)

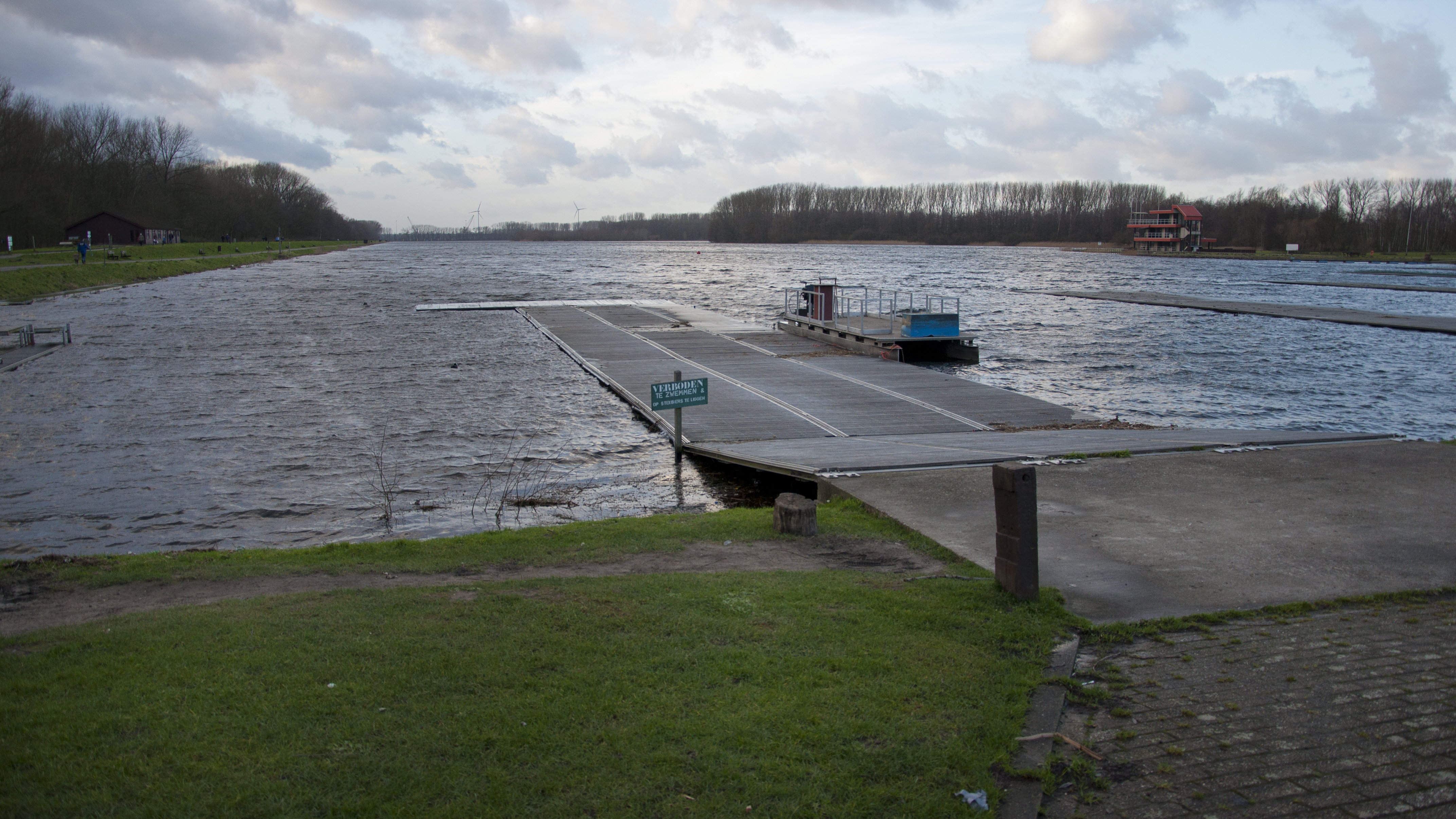
Hazewinkel in 2012

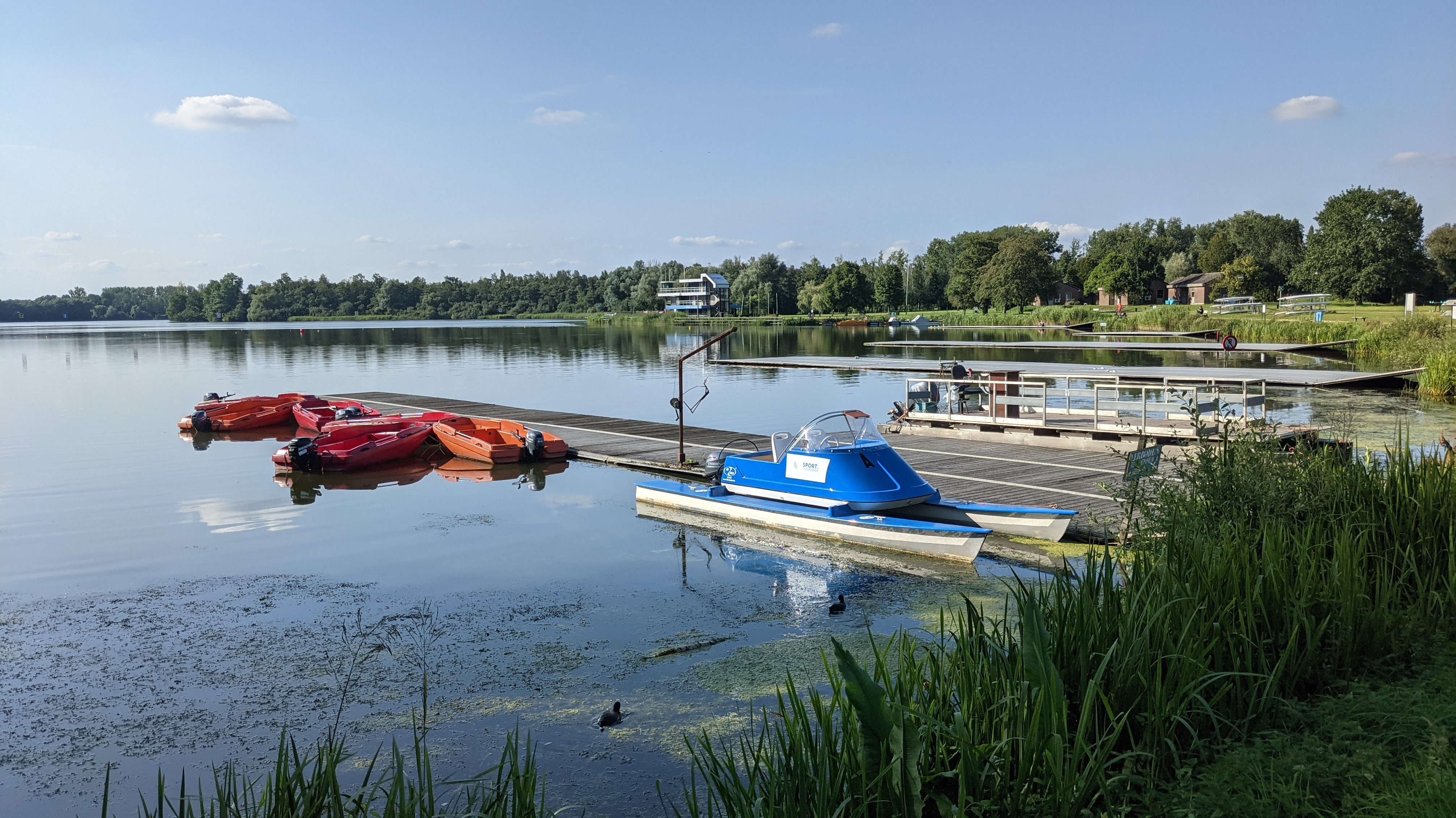
Hazewinkel in 2021

Hazewinkel is een wedstrijdbaan voor roeien en kajak in de Belgische gemeente Willebroek. De baan ligt op het grondgebied van de landelijke deelgemeenten Heindonk en Blaasveld.
De naam is afkomstig van de kadastrale plaats waar vroeger de zandwinning plaatsvond. Het Rijkswatersportcentrum Hazewinkel is aangelegd na onteigeningen door de Belgische overheid in 1969. De vijver werd uitgebouwd onder auspiciën van Bloso en werd geopend op 29 mei 1975. Het complex bestaat uit de klassieke Olympische acht roeibanen met een volgtraject voor voetgangers, fietsers en persvoertuigen, een aankomsttoren, botenloodsen en aanlegsteigers, cafetaria en verblijfsinfrastructuur met 32 kamers elk voor maximaal vier personen voor atleten die tijdelijk gebruikmaken van het centrum voor stages. Daarnaast nog een indoor powertrainingszaal, twee klaslokalen en een grote ontspanningsruimte. Het domein heeft een totale oppervlakte van 300 ha.

## Wedstrijden
Jaarlijks is het domein gastheer van het Belgisch kampioenschap roeien, korte boten in april en het Belgisch kampioenschap lange boten eind september. Het domein ook was tot 2006 jaarlijks gastheer voor het Britse Nationale Roeiteam en de Britse Amateur Rowing Association voor hun laatste selectieproeven (Final Trials), ondanks hun eigen roeibanen zoals Dorney Lake. Nu gaan de trials jaarlijks door in het nationale trainingscentrum in Caversham. In 1978 ging hier de FISA West-Cup Roeien voor Seniors B door. De Seniors B werden later onder de 23 genoemd. Er werden de wereldkampioenschappen roeien van 1980 en 1985 gehouden, de wereldkampioenschappen roeien onder de 23 (1996, 2006) en de junior-wereldkampioenschappen roeien (1997). In 1985 werden er de wereldkampioenschappen kano/kajak-sprint gehouden. Sinds 2013 maakt het domein Hazewinkel ook deel uit van het parcours van Decathlon's Klein Willebroek Loopt Hier vindt elk jaar in augustus het Belgisch en de nationale kampioenschappen kayak sprint en openwaterzwemmen (1,2,3,5;7,5 en 10 km) plaats.

## Roeiclubs
Twee roeiverenigingen zijn permanent actief die beide lid zijn van de Vlaamse Roeiliga en van de Koninklijke Belgische Roeibond. De oudste roeiclub is ARV, Antwerpse Roeivereniging - Sculling (voorheen Antwerp Sculling Club), opgericht in 1945. Deze club was eerst actief op het Albertkanaal, bij Antwerpen, maar door de toenemende scheepvaart werd roeien steeds minder mogelijk. Daarom is de club verhuisd naar Hazewinkel, waar de club al meer dan 20 jaar een eigen botenloods bezit, met alle voorzieningen die nodig zijn om toproeiers te ondersteunen. Deze club behaalde Zilver met Robert Baetens en Michel Knuysen op de Olympische Zomerspelen 1952 te Helsinki voor België en Goud in acht met stuurman op de Thames Challenge Cup van de prestigieuze Henley Royal Regatta. De club is nog altijd zeer succesvol met Ruben Somers, ondersteunt door hoofdcoach Christel Hiel. Somers werd 9e op het Europees Kampioenschap roeien in 2018 te Glasgow.
De jongste, maar langst op deze locatie gevestigde vereniging is TRT Hazewinkel (Trimm- en roeiclub Toss 80 Hazewinkel). De club werd in 1978 opgericht vanuit de vroegere Rupel Rowing Club. De club is gevestigd in de botenloodsen van Sport Vlaanderen. Dit is de club van Annelies Bredael, die in 1992 zilver behaalde in skiff op de Olympische Spelen van Barcelona,
maar ook van vice-wereldkampioene Lucia Focque. Samen met de Koninklijke Belgische Roeibond en ARV organiseren zij er ook jaarlijks het Belgisch Kampioenschap korte boten.

## Kajakclub
De Willebroekse Kajak Klub Hazewinkel heeft hun thuishaven op Hazewinkel. Deze club opgericht in 1986 organiseerde meermaals het Belgisch Kampioenschap Korte Baan op Hazewinkel. 